# Carrer Josep Ribot (Saus, Camallera i Llampaies)
El carrer Josep Ribot és un carrer de Camallera, del terme municipal de Saus, Camallera i Llampaies (Alt Empordà). Té almenys dos edificis que formen part de l'Inventari del Patrimoni Arquitectònic de Catalunya.

## Número 1

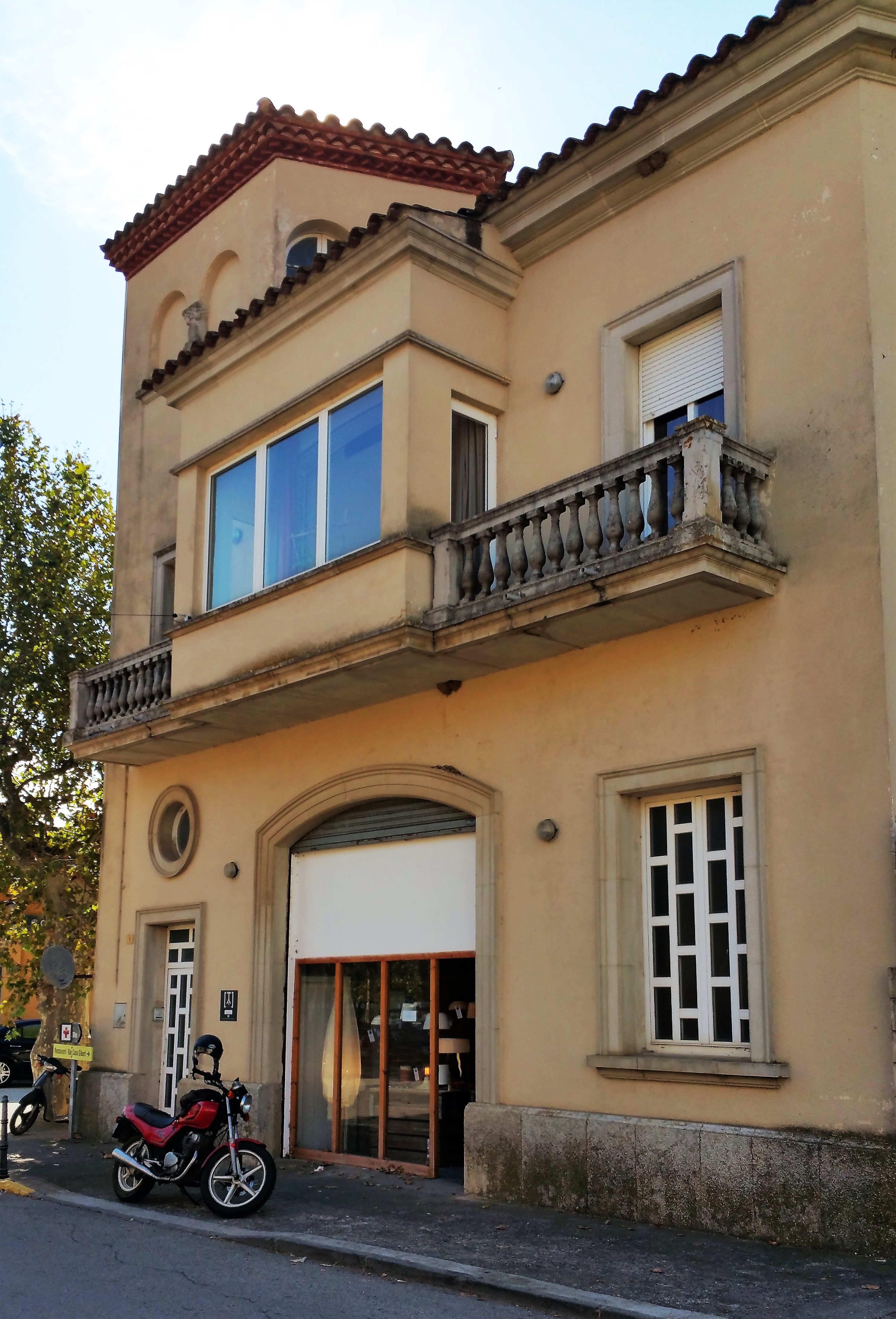
Número 1

L'edifici del número 1 del carrer Josep Ribot forma part de l'Inventari del Patrimoni Arquitectònic de Catalunya. Està situat dins del nucli urbà de la població de Camallera, a la part de llevant del terme, formant cantonada amb el carrer de l'Estació.
Edifici aïllat de planta rectangular, format per dos cossos adossats, amb una zona de jardí situada a la part de ponent i posterior de la construcció. Presenta les cobertes de teula d'una i tres vessants i està distribuït en planta baixa i pis, amb la banda de llevant formada per dos cossos més elevats, a manera de torres. Les obertures presents a la construcció són majoritàriament rectangulars i presenten un emmarcament d'obra motllurat. Tot i això, a la planta baixa destaca un gran portal d'arc rebaixat per accedir al garatge i una obertura circular situada damunt del portal per vianants. Del pis destaca la tribuna, emmarcada per un balcó de dos trams delimitat amb balustrada. Al pis superior hi ha dues obertures de mig punt tapiades, amb una columna decorativa reaprofitada i l'ampit corregut de pedra. A la façana de migdia destaca el finestral d'arc rebaixat per accedir al jardí i dues finestres de mig punt al pis.
La construcció està arrebossada i pintada.

## Número 18

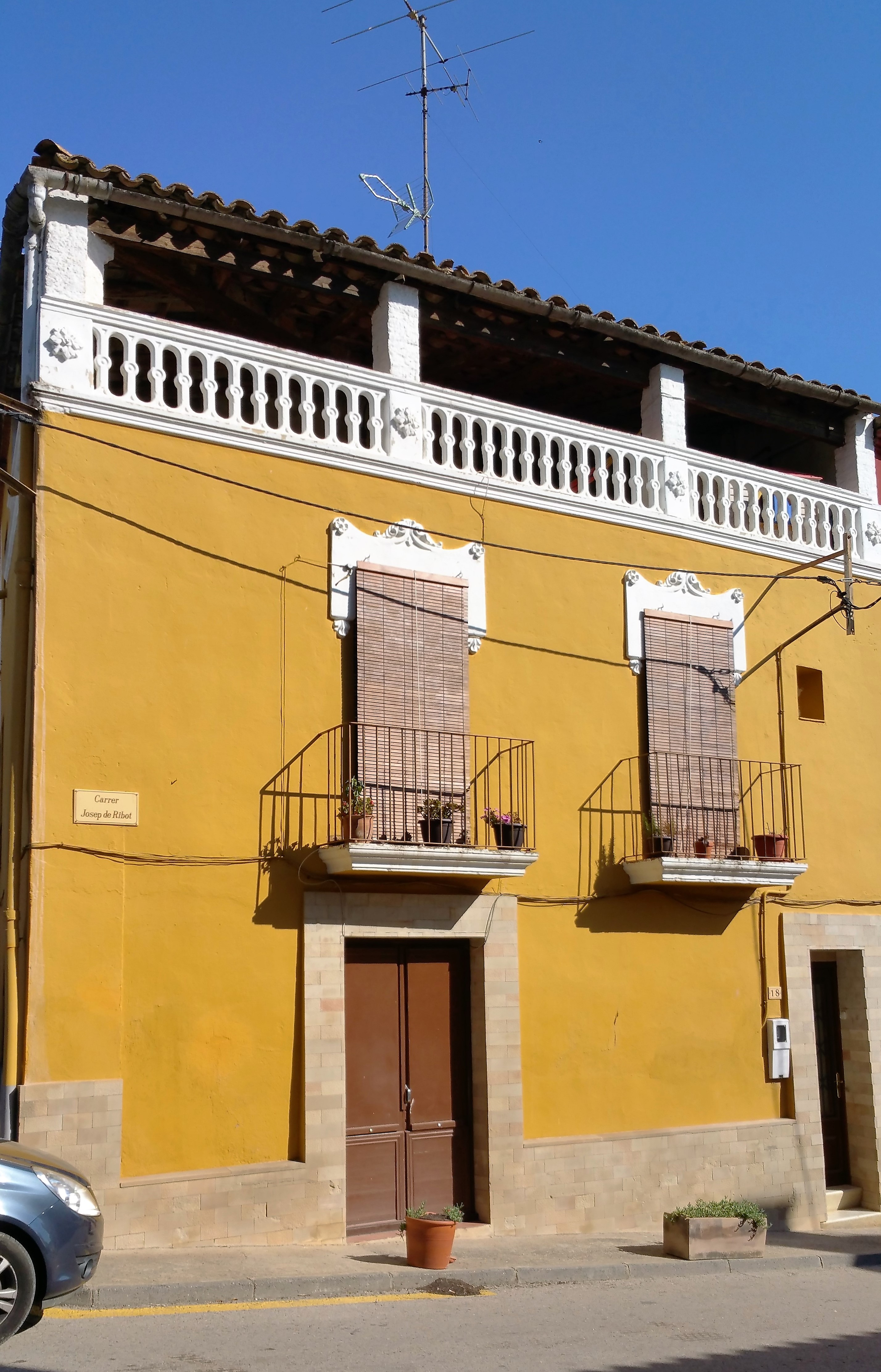
Número 18

Situada dins del nucli urbà de la població de Camallera, al bell mig del terme, formant cantonada amb el carrer del Mig.
Edifici cantoner de planta rectangular, format per dos cossos adossats. Presenta les cobertes de teula de dues i tres vessants i està distribuït en planta baixa i dos pisos. La façana principal, orientada a migdia, presenta dos portals d'accés rectangulars, amb un emmarcament de pedra regular que enllaça amb el sòcol, i que probablement ha estat restituït. Les obertures més destacables es troben al primer pis. Són dos balcons exempts amb la llosana motllurada i els finestrals rectangulars, decorats amb una motllura amb motius vegetals que recorre la part superior de l'obertura. La planta superior està ocupada per una gran galeria coberta amb embigat de fusta, i delimitada per una barana d'obra decorada i emblanquinada.
La construcció està arrebossada i pintada de color marró.